# Marco Magnabosco
Marco José Antonio Magnabosco Aguirre (Asiago, 12 agosto 1995) è un hockeista su ghiaccio italiano, milita come attaccante nell'Hockey Club Asiago, squadra della Alps Hockey League di cui è capitano.

## Carriera
Magnabosco iniziò a giocare ad hockey all'età di 4 anni e crebbe nel settore giovanile dell'Asiago Hockey, squadra della sua città, dove si mise in mostra in particolare nella rappresentativa Under-20.
Grazie alle ottime doti realizzative e a un ottimo pattinaggio, fu chiamato dal tecnico John Parco in prima squadra e debuttò già nella stagione 2012-2013, all'età di 17 anni, dove giocò complessivamente 22 partite. Nel corso della stagione successiva venne tuttavia dirottato nel farm team (allora l'ASH Pergine), in Serie B, anno dove si divise tra le file del team della Valsugana e l'Asiago U20. Nella stagione 2014-2015 giocò ancora qualche partita nel farm team e nell'U20 dell'Asiago, ma trovò maggiore spazio nelle linee offensive della prima squadra, dove mise a segno anche le sue prime reti in Serie A. Durante la fase finale della stagione venne inoltre schierato come centro della prima linea, a fianco di Sean Bentivoglio e Layne Ulmer; tuttavia, a causa di un infortunio di gioco durante gli ottavi di finale, dovette saltare il resto dei playoff. L'anno seguente venne riconfermato centro della prima linea anche dal nuovo allenatore Patrice Lefebvre.

## Palmarès

### Club
- Campionato italiano: 4

Asiago: 2014-2015, 2019-2020, 2020-2021, 2021-2022
- Supercoppa italiana: 4

Asiago: 2015, 2020, 2021, 2022
- Alps Hockey League: 2

Asiago: 2017-2018, 2021-2022

### Giovanili
- Campionato italiano U20: 2

Asiago: 2013-2014; 2015-2016